# Tunnbandssalp
Tunnbandssalp (Doliolum nationalis) är en ryggsträngsdjursart som beskrevs av Borgert 1894. Tunnbandssalp ingår i släktet Doliolum och familjen tunnsalper. Arten förekommer tillfälligt i Sverige, men reproducerar sig inte. Inga underarter finns listade i Catalogue of Life.